# Kolosijek
Kolosijek je prometni trak namijenjen kretanju prisilno vođenih vozila (na primjer željeznica i tramvaja). Željeznički kolosijek dio je gornjeg ustroja željezničke pruge, a sastoji se od dviju usporednih čeličnih tračnica, koje su uz pomoć vijaka, ploča i drugog (kolosiječni pribor) pričvršćene na poprečno položene drvene, čelične ili betonske pragove koji su usađeni u čvrstu podlogu od tucanoga kamena (kolosiječni zastor). Kolosijek bez kolosiječnoga zastora izvodi se na primjer u tunelima i na mostovima. Osim glavnoga kolosijeka, koji je dio kolosijeka otvorene pruge, u željezničkim stanicama postoji i mreža sporednih kolosijeka, koji služe za istodobno zadržavanje više vlakova i za slaganje (ranžiranje) željezničkih kompozicija. Slijepi kolosijek odvojak je koji završava graničnikom s odbojnicima, a upotrebljava se za smještaj željezničkih vozila izvan prometa ili za utovar i istovar tereta.
Prema međunarodnim standardima, razmak između tračnica iznosi 1 435 milimetara za željezničke pruge normalnoga kolosijeka, dok se pruge s razmakom manjim od normalnoga nazivaju uskotračnima (pruge uskoga kolosijeka), a one s većim razmakom širokotračnima (pruge širokoga kolosijeka). Normalna širina kolosijeka prvi je put primijenjena pri gradnji pruge Stockton–Darlington (1825.), gdje je razmak među tračnicama bio određen prema razmaku kotača tadašnje poštanske kočije (4 stope i 8,5 palaca). Ta se širina kolosijeka ubrzo proširila europskim zemljama, a danas se nalazi u dvije trećine svih izgrađenih pruga na svijetu. Neke su zemlje zbog vojnih i strateških razloga gradile pruge s većim razmakom tračnica: Španjolska, Portugal, Čile, Argentina i Indija (1 676 milimetara) te Rusija (1524 milimetara). Druge su zemlje prišle izgradnji uskotračnih pruga, jer su se te pruge mogle bolje prilagoditi brdskomu i planinskomu terenu, pa su zato bile jeftinije: Južnoafrička Republika i Japan (1 067 milimetara) te Brazil, Švicarska i Grčka (1 000 milimetara).

## Kolosijeci u Hrvatskoj
Na području Hrvatske, kao uskotračne građene su od 1890. do 1907. slavonsko-podravske željeznice sa širinom kolosijeka od 1 000 milimetara i u ukupnoj duljini od približno 180 kilometara. Širina kolosijeka od 760 milimetara primijenjena je na dubrovačkom području kao nastavak bosanskohercegovačke željeznice, a iste širine kolosijeka bila je i pruga Solin–Sinj (1903.) u duljini od 45 kilometara. Danas su sve uskotračne željezničke pruge u Hrvatskoj uklonjene (demontirane), a dopuštena je samo izgradnja pruga normalne širine kolosijeka.